# Stambeno pitanje (dokumentarni film)
Stambeno pitanje, hrvatska dokumentarna serija u osam nastavaka. Autorica i redateljica dokumentarne je Silvana Menđušić. Produkciju potpisuje Studio DIM za HRT. Menđušić je i naratorica i sugovornica svih glavnih likova u serijalu. Kroz osam različitih pripovijesti prikazano je kako su ljudi na vlastitoj koži i na papirima o vlasništvu nad nekretninama koje su im nekada pripadale osjetili turbulentnu povijest Republike Hrvatske. Prikazane su zavrzlame oko vlasničkih odnosa koje dolaze na rub tragikomedije, trilera, kazališta apsurda, pustolovnih romana. Kroz arhivsku građu, obiteljske fotografije, pripovijesti o načinu života i tadašnjem življenju ljudi koji su živjeli u tim nekretninama, isprepletene snimke gradova i četvrti kakve malo tko pamti sa službenim dokumentima, gledatelj se uživljava u sudbinu tih ljudi. Dočarano je 
kako su konfiskacije, međuobiteljske zavade i prijevare, birokratske besmislice, zakonske nebuloze, nečasne radnje, kako su se politika i ratovi, dekreti i zakoni, zakonje i bezakonje, revolucije i tranzicije, birokracija i administracija, nacionalizacija i denacionalizacija, prelamali preko sudbina starih i novih vlasnika stanova i kuća. Serijal je pripovijest o graditeljima i rušiteljima, osvajačima i prognanima, pobjednicima i poraženima, bogatima i siromašnima, novim bogatašima i novim siromasima, starim i novim stanarima. U svakoj se epizodi film usredotoči na jednu obitelj koja je na nekoj adresi nekada imala ili još uvijek ima dom, a sada je njihova nekretnina opterećena nekom vrstom sudskog ili upravnog postupka. U serijalu su prikazani ljudi iz reda bogatih, siromašnih, obespravljenih i onih iz, kako kaže autorica, kategorije "tri Z": zeznutih, zaboravljenih i zabranjenih. 
Osobito je intrigantna i politički najprovokativnija epizoda Rat za portun, u kojoj se govori o nasilnoj otimačini vojnih stanova i deložacijama stanara iz tih stanova u Splitu 1992. i 1993. i neviđenom bezakonju i nasilju nad stanarima. Split je posebno bio zona visokog rizika jer se tamo nalazila trećina stanova JNA (8640) u čitavoj Hrvatskoj (oko 39.000). Na vratima stana pojavili bi se naoružani ljudi u maskirnim odorama i bila je čista ludost oduprijeti im se. Nacionalna pripadnost i lojalnost hrvatskoj državi nisu bili kriterij nego prazna izlika, jer su zločinačke skupine izbacivale i upadale u stanove na atraktivnim lokacijama ljudima koji su Hrvati ili su upadali u stanove ljudima koji su se borili kao profesionalni vojnici u hrvatskim oružanim snagama. Institucije sustava su strahovito zakazale. Neke su zgrade na ulaze postavile vlastitu stražu, građansku miliciju, da bi spriječile takve upade.
Naslovi epizoda:
1. Tri države jednog Paula[5]
2. Jesam li za vas stranac?[6]
3. Deset godina jednog duga[7]
4. Zadarsko nebo, Žuveline kuće[8]
5. Zagreb gospodina Lorkovića[9]
6. Ključ za ključ, sudbina za sudbinu[10]
7. Rat za portun[1]
8. Kad Novi ostari[11]

## Vanjske poveznice
- Stambeno pitanje - trailer  Kanal Studija DIM, Vimeo